# 秀道者塔
秀道者塔，又名月影塔，位于上海市松江区西佘山南山腰，是一座八角七级砖木楼阁式塔。该塔始建于北宋太平兴国三年（978年），因其募资修建者名为“秀”而得名。该塔原属寺院于清朝同治年间和光绪年间被拆毁，仅余此塔。后该塔的塔檐、平座等木质结构全毁，1997年得以重建。2002年，秀道者塔被列为上海市文物保护单位。

## 历史
秀道者塔始建于北宋太平兴国三年（978年），原为普照教院内的建筑，因其为院内僧人“秀”募资修建，该僧人在塔造成之后引火自焚，故名秀道者塔。清朝同治年间，教院和潮音庵的原有土地被法国天主教会买走，教院和庵遂被拆毁，部分原址改为天主堂，其余则在光绪年间成为天文台用地，仅该塔得以幸存。
中华人民共和国成立后，该塔因年久失修，塔檐、平座、围廊全毁，仅余塔刹和砖砌塔身，且塔刹已经歪斜。1962年1月22日，秀道者塔被列为松江县文物保护单位。1997年，松江县人民政府决定修复秀道者塔，该工程于1998年11月底竣工，该工程重建了秀道者塔的塔檐、平座和塔刹，工程总耗资127万元。2002年，秀道者塔被列为上海市文物保护单位。

## 结构
秀道者塔位于松江区西佘山南山腰，为一座七级砖木楼阁式塔，平面呈八边形，通高约29米。塔底部为石筑多层平台，每层顶部均建有飞檐，底层周围建有回廊，二层及以上设有平座和回廊，每两层回廊之间以红色木柱支撑，回廊外设有栏杆。每层有四面开壸门，每上一层壸门方向依次转换45°。顶部塔刹由须弥座、相轮、露盘、葫芦组成。塔心室为方室，内有可供攀登的塔梯。:108